# Tepexi el Viejo
Tepexi el Viejo es un yacimiento arqueológico que se localiza en el municipio de Tepexi de Rodríguez, al sur del estado mexicano de Puebla. Se trata del emplazamiento de una antigua ciudad precolombina que fue fundada por los popolocas, un pueblo de habla otomangueana cuyos descendientes siguen viviendo en la región oriental de la Mixteca Baja Poblana y el Valle de Tehuacán.

## Toponimia
Tepexi es un topónimo de origen náhuatl, que deriva de las palabras tetl (piedra) y pexix (partir), por lo que puede traducirse como Lugar de piedras partidas, cerro partido o el ombligo del cerro. Su nombre popoloca es Tahná, que significa Pequeño monte.
y también esto significa "pájaro renacido
"

## Generalidades
Existe evidencia de la ocupación de esta localidad desde el período Clásico, en una época contemporánea al florecimiento de Teotihuacán, como demuestra la presencia de restos de cerámica Anaranjado Delgado. El florecimiento de Tepexi el Viejo tuvo lugar durante el Posclásico mesoamericano (ss. X-XVI), más precisamente en una época contemporánea a la caída de Tollan-Xicocotitlan, la capital de los toltecas. Durante esta época, la población fue la cabecera de uno de los principales señoríos popolocas del sur de Puebla. Hacia el siglo XV, la rivalidad entre Tepexi el Viejo y Cuthá favorecieron la caída de los señoríos popolocas ante el expansionismo de la Triple Alianza encabezada por los mexicas. Las alianzas matrimoniales entre las dinastías gobernantes de México-Tenochtitlan y Tepexi el Viejo permitieron a este último conservar su independencia, hasta que en 1503 los tlatelolcas invadieron Puebla y derrotaron a Tlachquiáhuitl, señor de Tepexi. De acuerdo con el Lienzo de Tlaxcala, el sitio fue conquistado por Hernán Cortés, pero el hecho no es mencionado por el propio Cortés ni por Bernal Díaz del Castillo.